# Kumiko Aihara
Kumiko Aihara (jap. 相原 久美子 Aihara Kumiko; * 14. März 1947) ist eine japanische Politikerin der Konstitutionell-Demokratische Partei Japans und Mitglied im Oberhaus (Sangiin) der Kokkai. Die ursprünglich aus Hokkaidō stammende Absolventin graduierte an der Hokkai-Gakuen-Universität und wurde 2007 zum ersten Mal gewählt.